# GJ 3470 b
GJ 3470 b とは、地球から見てかに座の方向に約82.2光年離れた位置にあるスペクトル型がM型の恒星 GJ 3470 の周辺を公転する太陽系外惑星である。

## 軌道の性質
GJ 3470 b は、恒星 GJ 3470 の周辺を3.34日で公転する。これは GJ 3470 b が、GJ 3470 からわずか 0.0348 AU の距離を公転しているからである。これは太陽系で最も内側を公転する惑星である水星の約10分の1である。軌道離心率は0.051以下である。GJ 3470 b は公転によって GJ 3470 を揺さぶり、また地球から見た軌道傾斜角は88.8度以上であり、地球から見ると GJ 3470 b は GJ 3470 の手前を通過する事から、GJ 3470 b は視線速度法とトランジット法の両方で観測されている数少ない太陽系外惑星である。

## 物理的性質
| 海王星 | GJ 3470 b |
| ------ | --------- |
| 海王星 | Exoplanet |

視線速度法とトランジット法による観測から、GJ 3470 b は地球と比べ、直径は4.2倍、質量は14倍であると推定されている。これは地球型惑星と見なすか天王星型惑星と見なすかは微妙なラインであり、発見者のグループはarXivの論文では天王星型惑星、国立天文台は注釈付きでスーパー・アースと呼んでいる。直径は GJ 3470 b の通過時に GJ 3470 の明るさが約0.6%減光することから、質量はドップラー効果によるスペクトル線の変化が約0.00901m/sである事から推定された。GJ 3470 から極めて近い距離を公転する事から、表面温度は342℃もしくは162℃のホット・ネプチューンであると推定されている。

### 大気
2013年に国立天文台の福井暁彦らの研究グループは、岡山天体物理観測所の2台の望遠鏡で GJ 3470 b の恒星面通過を詳細に観測した。その結果、近赤外線領域である1.3μmの波長による観測では、他の波長による観測と比べ、GJ 3470 b の直径が約6%小さくなる事が判明した。この差は、GJ 3470 b が透明な大気を持つことによる影響と考えられている。
GJ 3470 b が通過している際の GJ 3470 からの光は、GJ 3470 b の大気を通過したものが含まれていると考えられる。大気中に含まれる分子によって、GJ 3470 b の大気を通過する GJ 3470 の光は散乱や吸収によって減光するが、その度合いは波長によって変わってくる。ただし、大気中に厚い雲が含まれていると散乱の度合いがどの波長においても同程度になる。1.3μmという特定の波長のみが他の波長と比べて半径に差が生ずるということは、少なくとも GJ 3470 b の大気は透明であり、雲が含まれていないことが分かる。このことから、GJ 3470 b は「晴れの惑星」などと呼ばれる。
また、大気が透明ならば、大気成分の詳細な観測が可能な事を意味しており、大気の性質から GJ 3470 b のような恒星に極めて近い距離を公転する惑星の形成の理解につながると期待されている。例えば、大気中に水が含まれていれば、GJ 3470 b は現在より遠い距離で形成された氷天体であり、その後軌道が内側に移動したと推定できる。水が見つからなければその逆であり、元から近い距離で形成された可能性がある。
GJ 3470 b の大気の観測が可能なのは、恒星 GJ 3470 がスペクトル分類M1.5型であり、直径と質量が共に太陽の約0.5倍と小さく、惑星に対しても小さいため、相対的な減光度が高いためである。また、近赤外線領域は可視光領域と比較して明るいため、岡山天体物理観測所の望遠鏡に設置された近赤外撮像・分光装置での詳細観測が可能であった事も要因である。大気の詳細観測が可能な太陽系外惑星は少なく、GJ 3470 b は GJ 1214 b に次いで2番目に小さな太陽系外惑星である。GJ 3470 を通過中の GJ 3470 b を近くから観測すると、大気が GJ 3470 の光をレイリー散乱によって散乱することから、赤いリングを形成すると考えられている。

## 名称
2022年、ジェイムズ・ウェッブ宇宙望遠鏡の優先観測目標候補となっている太陽系外惑星のうち、20の惑星とその親星を公募により命名する「太陽系外惑星命名キャンペーン2022（NameExoWorlds 2022）」において、GJ 3470とGJ 3470 bは命名対象の惑星系の1つとなった。このキャンペーンは、国際天文学連合（IAU）が「持続可能な発展のための国際基礎科学年（IYBSSD2022）」の参加機関の一つであることから企画されたものである。2023年6月、IAUから最終結果が公表され、GJ 3470はKaewkosin、GJ 3470 bはPhailinsiamと命名された。Kaewkosinは、タイ語でヒンドゥー教の神インドラの宝石を表す言葉で、古代、星が宝石と信じられていたことを暗示する。Phailinsiamは、タイ語で「シャムのサファイア」（シャム猫の青い眼）を指す言葉で、青空を連想させる惑星大気でのレイリー散乱の検出を暗示する。